# Dorchester (Oxfordshire)
Dorchester-on-Thames [ˈdɔːtʃɪstə] ist eine Kleinstadt und civil parish (Gemeinde) in der Grafschaft Oxfordshire in England.

## Geographie
Dorchester hat etwa 3.000 Einwohner; es liegt zwischen den Städten Oxford und Reading etwa 500 m östlich der Themse und auf 52 m Meereshöhe. Östlich des Ortes führt die A 4074 vorbei. Der River Thame fließt östlich des Ortes und mündet südlich davon in die Themse.

## Geschichte
Dorchester geht auf eine Siedlung aus der Jungsteinzeit zurück. Auch die Römer siedelten hier und nannten die Ansiedlung Dorcic. 635 errichtete Bischof Birinus eine Mission in Dorchester, nachdem er den König von Wessex, Cynegils, zum Christentum bekehrt hatte. Zu dieser Zeit war der Ort das Zentrum des Königreichs Wessex. Später wurde Dorchester von Winchester als Hauptstadt abgelöst und durch Offa, den König von Mercien, erobert.
Im 9. Jahrhundert wurde der Ort Sitz des Bischofs von Dorchester, nachdem der Bischof von Leicester vor den Wikingern hatte fliehen müssen. Zum Bistum gehörten weite Teile der Königreiche Wessex und Mercia. 1072 wurde der Bischofssitz von Dorchester nach Lincoln verlegt.

## Abtei Sankt Peter and Sankt Paul

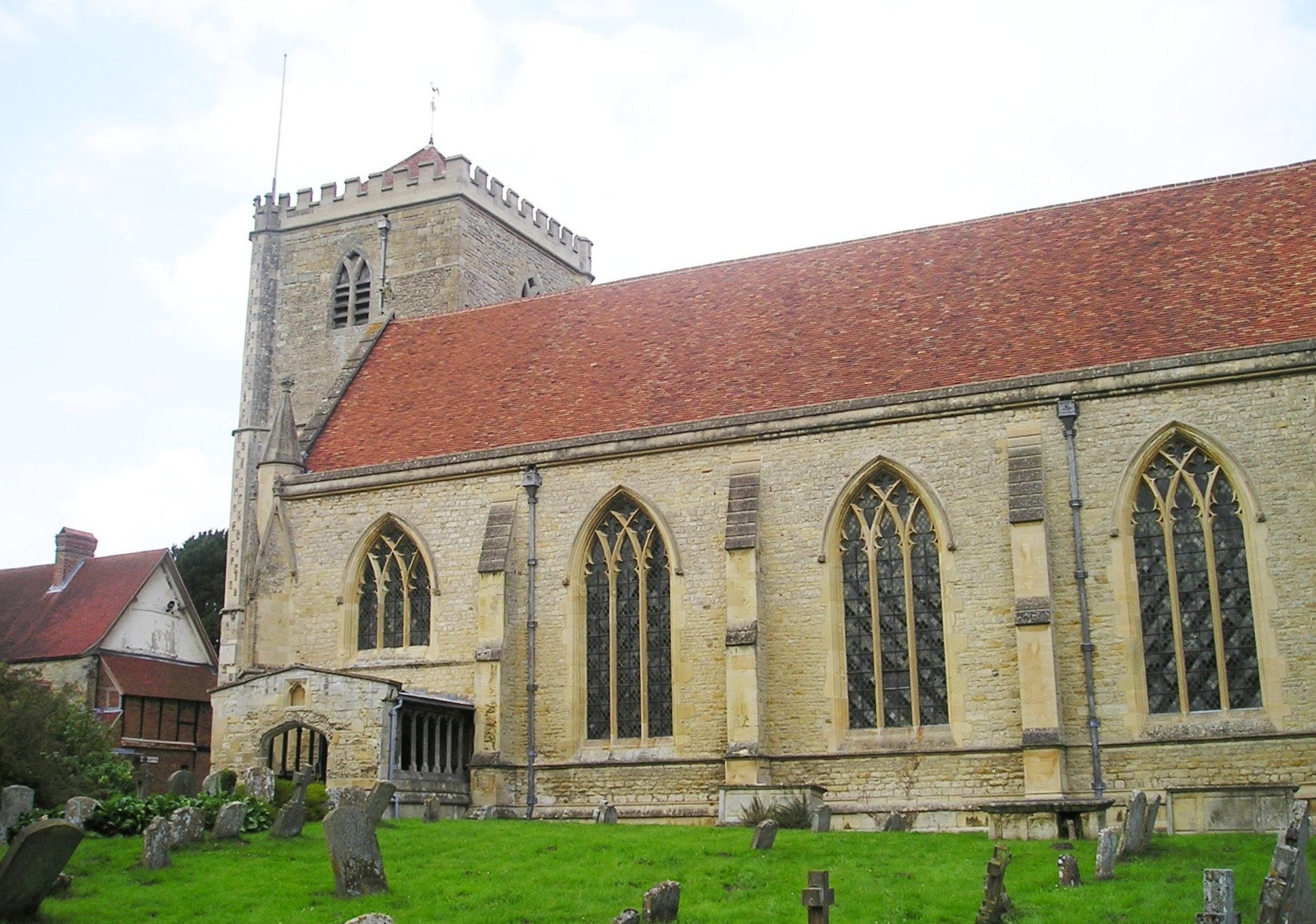
Dorchester Abbey

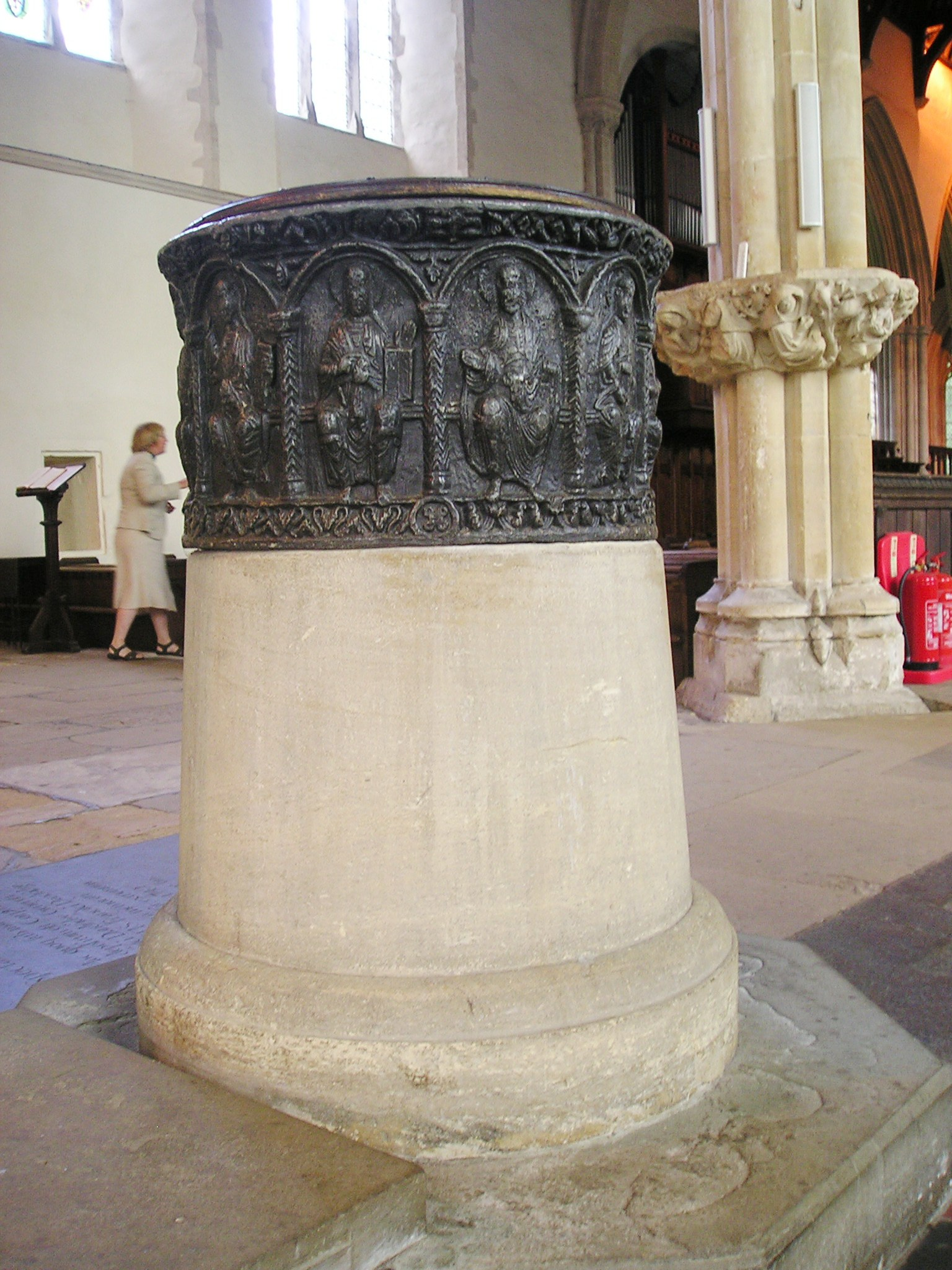
Normannisches Taufbecken in der ehemaligen Abteikirche

Die großräumige Kirche war von 635 bis 1072 eine sächsische, dann normannische Bischofskirche und von 1140 an eine von Bischof Alexander von Lincoln gegründete Abteikirche der Augustiner, wo Pilgerströme den Schrein des heiligen Birinus verehrten. Das Kloster wurde 1536 von Heinrich VIII. aufgelöst und der Birinus-Schrein zerstört. Die Klostergebäude und die Kirche kaufte 1554 Richard Beauforest von Dorchester auf; der Sakralbau dient seitdem als anglikanische Pfarrkirche. Von den Ausstattungsstücken ist ein normannisches Taufbecken aus Blei, das in Reliefdarstellungen elf Apostel zeigt, besonders erwähnenswert. Der Kirchturm wurde 1602 errichtet.

## Sonstiges
In Dorchester findet seit 1983 die World Poohsticks Championship statt, ein Spiel, das Pu der Bär und seine Freunde in dem Buch von Alan Alexander Milne spielen: Die Mitspieler werfen auf einer Brücke stehend Stöckchen in den Fluss. Sieger ist derjenige, dessen Stöckchen auf der anderen Seite der Brücke als erstes erscheint.

## Persönlichkeiten
Die Stadt ist der Geburtsort von Mark Wright (* 1963), einem Fußballtrainer und ehemaligen Fußballspieler.